# 真・魔装機神 PANZER WARFARE
『真・魔装機神 PANZER WARFARE』（しん・まそうきしん パンツァー ウォーフェア）とはバンプレストが発売したシミュレーションRPG。

## 概要
魔装機神サイバスター単独のゲームとしてはスーパーファミコン用ソフト『スーパーロボット大戦外伝 魔装機神 THE LORD OF ELEMENTAL』に続く第2作ではあるが、前作を製作したウィンキーソフトとバンプレストの提携が解消されているため、全く新しい世界観となっている。
本作と同時期にバンダイビジュアル制作によるテレビアニメ作品『魔装機神サイバスター』も放送されているが、そちらとも世界観は異なる。しかし、ディスクを起動させるとまず最初にテレビアニメのCMが流れる。

## あらすじ
魔装機を操る手腕に、天性のものを発揮させるようになりつつあるケイゴ。しかし、彼の祖国、バルツティーム王国の平和を乱そうとする一団もいた。隣国・ラガーシュ王国との不本意な交戦や、魔物とのたび重なる戦闘で、息つく暇もない西方騎士隊のメンバー。そして、騎士隊長アルマのまえに敵として現れた、彼女の妹ミラ。ミラはアルマへの憎悪に突き動かされ敵国の魔装騎士となっていた。そんな中、ケイゴは魔装機サイバスターと運命の出会いをはたす。

## 登場人物

### 魔装機神操者
ケイゴ＝クルツ＝フェルディナン声 - 三木眞一郎
年齢18歳、身長178cm、体重65kg
本作の主人公。風の魔装機神サイバスターの操者。16歳で魔装機兵隊に入り、僅か2年で叙騎士の称号を得、更には史上最年少の魔装騎士となった。
バルツフィーム王国の騎士であることに誇りを持ってはいたが、勝ち目がないことを承知で戦いを挑んでくる敵国の軍人達を次々と目の当たりにしたことで、戦う事に付いて苦悩し始める。
大戦終結後はア・ゼルスを旅して周りたいというアルマに同行し、仲間達の前から去って行った。
アルマ＝グラム＝カーリナ声 - 田中敦子
年齢22歳、身長165cm、体重50kg
本作のヒロイン。水の魔装機神ガッデスの操者。
イェン＝ヤング声 - 子安武人
年齢25歳、身長182cm、体重72kg
常に冷静沈着で、誰にでも敬語を使うが、気に入らない人間には慇懃無礼に毒舌を吐く。
炎の魔装機神グランヴェールの操者。
トト＝クアル＝ユロ声 - 折笠愛
年齢10歳、身長141.5cm、体重31kg
大地の魔装機神ザムジードの操者。
魔装機の設計者・アルフレードの孫。前々から祖父と2人で異世界「ダウス」に出入りし探索を行っていたが、ある時単身でダウスを訪れた際、次元気流が発生しア・ゼルスに戻れなくなっていた。空腹で困っていたところをケイゴとアルマに出会い、以後同行者となる。

### 西方騎士隊
ベウマー＝クルツ＝バウム声 - 石塚堅
年齢34歳、身長190cm、体重92kg
バルツフィーム西方騎士隊の副長。
フルカス＝クルツ＝カンビエ声 - 真砂勝美
年齢52歳、身長173cm、体重81kg
バルツフィーム西方騎士隊の古株的存在。
ヘレーナ＝ザンツ＝シュガー声 - 手塚ちはる
年齢26歳、身長162cm、体重48kg
バルツフィーム西方騎士隊のお間抜け3人組のリーダー格。騎士見習い。
ドロービ＝ザンツ＝レイモン声 - 永野広一
年齢30歳、身長159cm、体重120kg
バルツフィーム西方騎士隊のお間抜け3人組の一人。騎士見習い。
ブラッキー＝ザンツ＝カティス声 - 西村朋紘
年齢30歳、身長158cm、体重45kg
バルツフィーム西方騎士隊のお間抜け3人組の一人。騎士見習い。
シェス＝グラディ声 - 平松晶子
年齢17歳、身長158cm、体重44kg
バルツフィーム西方騎士隊のオペレーター。

### 神聖バルツフィーム王国
ロセリニ＝ゼラ＝フランチェス
年齢72歳、身長160cm、体重78kg
バルツフィームの神官長。
アルフレード＝ラスム＝ユロ
年齢83歳、身長158cm、体重41kg
バルツフィームの魔装技師長。
バージェス＝グラム＝カーリナ
年齢49歳、身長174cm、体重63kg
神聖バルツフィーム王国の国王。
バルツフィーム王妃
神聖バルツフィーム王国の王妃。
ルカ＝サイレンス
バルツフィーム一の腕と評判だった騎士。
リーグ＝グラム＝ガルム
100年前の悲劇の英雄。

### ナトゥーレ王国
シャーナ＝グレイス
年齢18歳、身長159cm、体重42kg
ジェムス＝グリニッチ
年齢82歳、身長175cm、体重62kg

### ラガーシュ王国
ソッド＝ジュスト声 - 中田和宏
年齢31歳、身長185cm、体重72kg。
闇の魔装機サタナギーアを操り、魔装機神操者達の前にたびたび立ちふさがり、最終的には”神の腕”を宿した闇の魔装機神イズラフェールを乗る。
ミラ＝グラム＝カーリナ声 - 柚木涼香
年齢19歳、身長164cm、体重50kg
ヤドラ＝ゲオルゲ声 - 石川和之
年齢30歳、身長175cm、体重53kg
キャリ＝ノヴァク声 - 浅田葉子
年齢22歳、身長166cm、体重53kg
マギーア＝マグス声 - 高橋広樹
年齢24歳、身長178cm、体重61kg
ゼルドナ＝クルツ＝グレスト声 - うすいたかやす
年齢47歳、身長169cm、体重89kg
ルジェロ＝ゼラン＝カルロ声 - 立木文彦
年齢42歳、身長170cm、体重63kg
アデノイド＝セラーズ声 - 大友龍三郎
年齢53歳、身長183cm、体重72kg
ラガーシュ王国軍の総帥。他国との協力を目指していた国王ダンカンを暗殺、その罪をバルツフィーム王国に帰し、それを口実に宣戦布告、王都を陥落させた。
最後は自軍を壊滅寸前に追いやられ、自ら未完成の超魔装機アグ・ゲブラを駆り出撃するも敗死した。
ディソン＝バンクオー
年齢40歳、身長173cm、体重61kg
ダンカン＝ラウンズバーグ六世
年齢22歳、身長174cm、体重51kg
マルコム＝ラウンズバーグ七世

### その他
風の精霊

ウェンディ＝ラスム＝イクナート

## 登場兵器

### 魔装機の特徴
神の腕
ア・ゼルスの魔装機は、異世界から落ちて来た神の腕とよばれるオーパーツの技術を解析して作られている。その神の腕には『魔装機神シリーズ』にて、サイバスターを制作した人物の名前が刻まれている。
精霊との契約
量産型魔装機に守護精霊を宿らせるためには精霊を巨大な石に宿らせ、それを精製した精霊石を使用する。一機一精霊で契約されている神の腕の考え方では、量産化は難しいためである。
機関部
神の腕がフルカネルリ式永久機関に対して、ア・ゼルス製魔装機はフルカネルリ式機関、つまり非永久機関である。
飛行能力
ア・ゼルスに存在する全ての魔装機が飛行能力を備えている。これは、元となった神の腕に飛行能力があった、もしくはダウスの穴より飛来する魔物に対抗するため自然とそうなったとも考えられる。
サイズ
30m程と推測される神の腕に対して、ア・ゼルスの魔装機のサイズは13m～19mほどでダウスの魔物と同等である。例外として20m弱の魔重機、30m超のイズラフェール、60m超のアグ・ゲブラがある。
武装
射撃武器に関して、多くの機体が砲身を持たない。腕を前にかざし、目前に作り出した魔法陣から射出する。実弾兵器はないに等しいが例外として魔装機神の持つファミリアレスがある。対照的に近接武器は全て実体剣であり、いわゆるビームサーベルは存在しない。

### 魔装機神
魔装機神サイバスター
魔装機神ザムジード
魔装機神グランヴェール
魔装機神ガッデス
魔装機神イズラフェール

### バルツフィーム王国所属機
魔装機ティルウェス
魔装兵ミッダスト
擬兵ゴーレム

#### 西方騎士隊所属機
魔装機ジャメイム
魔装機スマゥグ
魔装機カーヴァイル
魔装機プラウニー
魔装兵ミッダスト改

### ナトゥーレ王国所属機
魔装機クィンアクス

### ラガーシュ王国所属機
超魔重機アグ・ゲブラ
魔重機マギーア用アグ・ラーダ
魔重機キャリ用アグ・ラーダ
魔重機アグ・ノイア改
魔重機アグ・ノイア
試作魔重機アグ・ノイ
魔装機サタナギーア
魔装機ミラ用エル・ドガリニ
魔装機エル・ウェバール
魔装機エル・ドガリニ
魔装兵ドガリニ
魔装兵ウェバール
魔装機ヤドラ用エル・メルバス
魔装機エル・メルバス
魔装兵メルバス
魔装機エル・ザーリラ
魔装機ザーリラ

### ダウスの魔物
怨霊レスルグ
怨霊ベムルグ
悪霊ツァディ
邪霊ツァディム
悪霊ナール
邪霊ドナール
邪霊エディン
怨霊エディンム

## テーマソング
オープニング「Stay with me」
作詞 - 田久保真見 / 作曲 - 飯塚昌明 / 編曲 - 村上聖
エンディング「Born Again」
作詞 - 田久保真見 / 作曲 - 宮島律子 / 編曲 - 須藤賢一 / 歌 - 沢井なつ美

## スタッフ
プロデューサー
金谷明
シナリオ原案
有限会社F.E.A.R.
菊池たけし
久保田悠羅
高森健一
成瀬史弥
シナリオ製作
有限会社アンスピーカブル
河岸昌行
有限会社りっくりっく
米倉俵
浅香学
音楽
一ノ蔵朋紘
岩井邦男
メカニックデザイン
摯
おばななおと
キャラクターデザイン
皆川ともゆき
アニメーション制作
株式会社AIC

## 関連商品

### 攻略本
- 『プレイステーション完璧攻略シリーズ 真・魔装機神PANZER WARFARE必勝攻略法』（双葉社、1999年11月刊行） ISBN 4-575-16194-2
- 『プレイステーション必勝法スペシャル 真・魔装機神 PANZER WARFARE』（勁文社、1999年12月刊行） ISBN 4-7669-3367-2
- 『電撃ムックシリーズ 電撃攻略王 真・魔装機神 PANZER WARFARE完全攻略ガイド』（メディアワークス、1999年11月刊行） ISBN 4-8402-1318-6

### CD
真・魔装機神 PANZER WARFARE オリジナルサウンドトラック
ランティス、2000年4月26日、LACA-5002
全曲収録、うち10曲がグレードアップバージョンとして収録されている。また、沢井なつ美の歌う主題歌がフルサイズで収録されているのはこのOSTのみ。